# 勝野洋輔
勝野 洋輔（かつの ようすけ、1983年10月19日 - ）は、日本の俳優・タレント・手芸家・デザイナー。
手芸家・デザイナーとしては名字のない「洋輔」と称する。
静岡県御殿場市出身。

## 来歴
父は俳優の勝野洋。母はタレントのキャシー中島。元モデル・歌手の勝野七奈美と、女優の勝野雅奈恵は姉。猪田武は長姉の夫であり義理の兄である。高校1年生の時にテレビドラマに出演し、俳優として活動を始める。2004年、大学を中退して文化服装学院ファッション工芸科に入学。2010年4月からフランスパリの刺繍学校と被服学校に留学。2015年に帰国し、手芸家・カバンなどのデザイナーとして活動。

## 主な出演作品

### テレビドラマ
- 14ヶ月（2003年、読売テレビ）
- 離婚弁護士II 第1話「対決! 最強弁護士」（2005年、フジテレビ）
- 幸せになりたい!（2005年、TBS、平野祐二役）
- 京都地検の女 第4シリーズ 第8話「八年目の償い」（2007年、テレビ朝日、野村和彦役）
- ケータイ捜査官7（2008年、テレビ東京、海斗修悟役）

### バラエティ
- ディズニー・チャンネル（2004年より出演）
- 田舎に泊まろう!（2007年9月より数回に分けて出演）
- すてきにハンドメイド
- 輝け！グルメいちばん☆（動画サイト「GYAO!」にて配信中）

### 映画
- 淀川長治物語 神戸篇 サイナラ
- 「Quarter」（脚本・監督:小川典） - 深山薫 役
- 劇場版 仮面ライダー555 パラダイス・ロスト（2003年）

### 舞台
- オフィス35主催 勝野劇団 vol.07『太陽にほえたら…』（2023年10月4日 - 11日、俳優座劇場） - テキサス刑事 役[2]

### ラジオ番組
- Saturday View→N（SBSラジオ、土曜7:30 - 11:00）
- 30過ぎてもpresents となりの常連さん（SBSラジオ、土曜18:00 - 18:30）

### 著作
- NHKすてきにハンドメイド 洋輔の刺繡研究室（2020年01月24日、NHK出版）